# 加拿大陸軍
加拿大陸軍（英語：Canadian Army）是加拿大的陸軍部隊，也是加拿大武裝部隊最大的一部分。在1940年以前被稱作加拿大民兵。現今約有23,000名正規部隊，19,000名預備役（包含5,300人的加拿大遊騎兵），此外還有3,300名文職人員。

## 歷史
在加拿大聯邦成立以前，加拿大由英國或法國的軍隊駐守。但這些國家不願意花費資金為加拿大保有一支龐大的常備軍，因此當地居民建立了以社區為基礎的小型民兵組織以保護地方安全。
1812年戰爭爆發時，加拿大受到英軍和當地民兵的保衛。《1855年民兵法令》成立加拿大陸軍的前身－常備現役民兵。
1940年11月19日，加拿大將常備現役民兵改名為加拿大陸軍正規軍，並將非常備現役民兵改組為加拿大陸軍預備役。

## 組織

### 正規部隊
加拿大陸軍正規部隊中有三個機械化旅，各自擁有一個團，分別是佩翠西亞公主加拿大轻步兵团、皇家加拿大團、皇家第22團。
通常一個旅包括：
- 機械化步兵營（通常兩個）
- 輕步兵營
- 裝甲團
- 砲兵團
- 戰鬥工兵團
- 偵察中隊

和其他後勤、通信、醫療等單位。
正規部隊約有三分之二是英語部隊，而三分之一是法語部隊。

### 預備役
加拿大陸軍預備役(ARes) 是加拿大陸軍的後備部隊。任務包括負責協助各個省政府應對洪水或森林火災等自然災害，並支援正規軍部隊。目前，加拿大有18,500多名陸軍預備役人員，在全國分為10個旅團。
加拿大遊騎兵也屬於預備役，約5,300名，任務是在加拿大北部、沿海等偏遠地區提供軍事服務。

## 單位

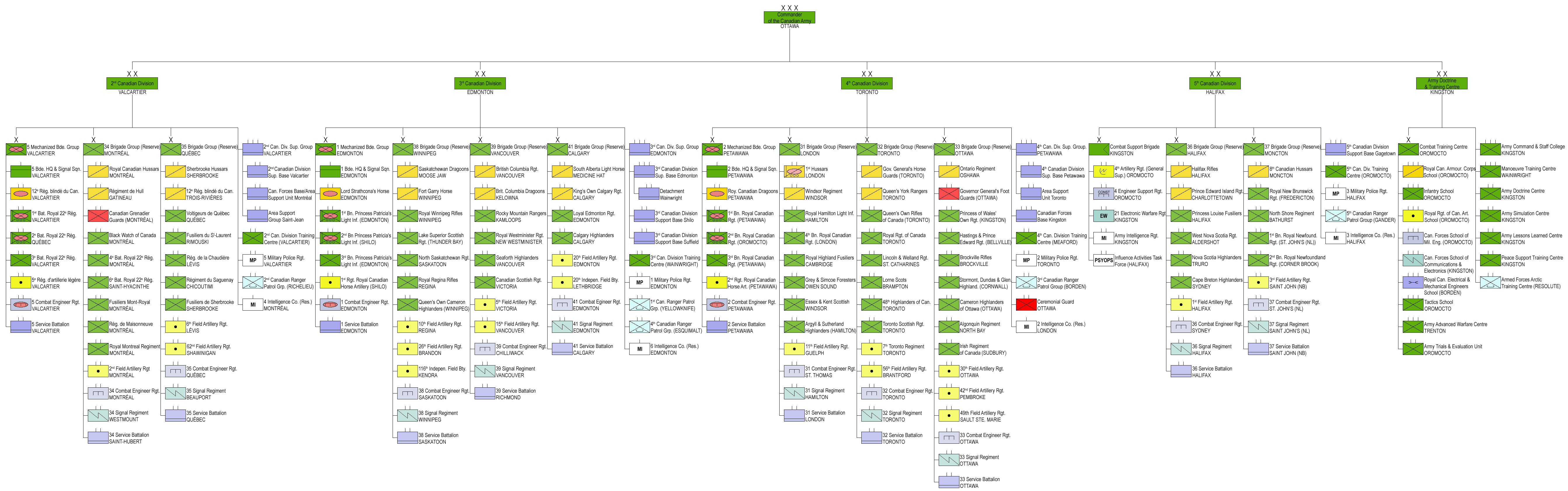
加拿大陸軍結構

### 加拿大第2師
- 第5機械化旅
- 第2師支援群
- 第34旅（預備役）
- 第35旅（預備役）

### 加拿大第3師
- 第1機械化旅
- 第3師支援群
- 第38旅（預備役）
- 第39旅（預備役）
- 第41旅（預備役）

### 加拿大第4師
- 第2機械化旅
- 第4師支援群
- 第31旅（預備役）
- 第32旅（預備役）
- 第43旅（預備役）

### 加拿大第5師
- 第5師支援群
- 第36旅（預備役）
- 第37旅（預備役）

## 外部連結
- Canadian Army Website（页面存档备份，存于） - 加拿大陸軍官方網站